# Этельмунд (эрл Хвикке)
Этельмунд (англ. Æthelmund) был эрлом Хвикке, бывшего англосаксонского королевства, занимавшего земли на территории, которая позже стала Глостерширом и Вустерширом. Он был убит в 802 году в битве при Кемпсфорде эрлом Веостаном и ополченцами западносаксонского Уилтшира.
Предшественники Этельмунда были королями, но он был подданным короля Мерсии. Однако в Хронике Вилодуненсе XIV века или хронике Уилтонского аббатства, он упоминается как Король Марша. Следовательно, он, возможно, также принял титул подкороля, как и его предшественники.

## Семья
Этельмунд был сыном Ингельда, эрла времен правления Этельбальда из Мерсии. Считается, что Этельмунд женился на Кеолбурге, которая записана Иоанном Вустерским как аббатиса Беркли, Глостершир. У них был по крайней мере один сын по имени Этельрик.

## Свидетельства из хартий
Этельмунд засвидетельствован в нескольких мерсийских и хвиккских хартиях конца VIII века, и считается, что все они относятся к одному и тому же лицу.
В 770 году Утред издал хартию своему королю Этельмунду. Позже, между 793 и 796 годами, эрл Этельмунд стал свидетелем получения хартии Оффы, короля Мерсии. В 796 году Эгфрит, король Мерсии и сын Оффы, пожаловал землю Этельмунду, ныне именуемому princeps.
По-видимому, ему унаследовал на посту эрла Хвикке его сын Этельрик, который издал хартию в 804 году, в которой он передал землю своей матери, Кеолбурге, предположительно вдове Этельмунда.

## Битва при Кемпсфорде и смерть
Война, по-видимому, усугубилась смертью промерсийского Беортрика из Уэссекса в 802 году.
Согласно ASC, Этельмунд отправился на юг в тот же день, когда Эгберт взошел на трон, переправившись через реку в Симересфорде, но был встречен Веостаном, эрлом Уилтшира, с войском численностью в сотни человек. В следующем сражении оба предводителя были убиты, но победа осталась за жителями Уилтшира. В 1670 году на поле, известном как Поле битвы близ Кемпсфорда, было выкопано несколько наконечников копий и железных долот, что привело к предположению, что это было место сражения.
После его смерти эрл Этельмунд был доставлен в аббатство Дирхерст близ Тьюксбери для погребения.